# Cilice

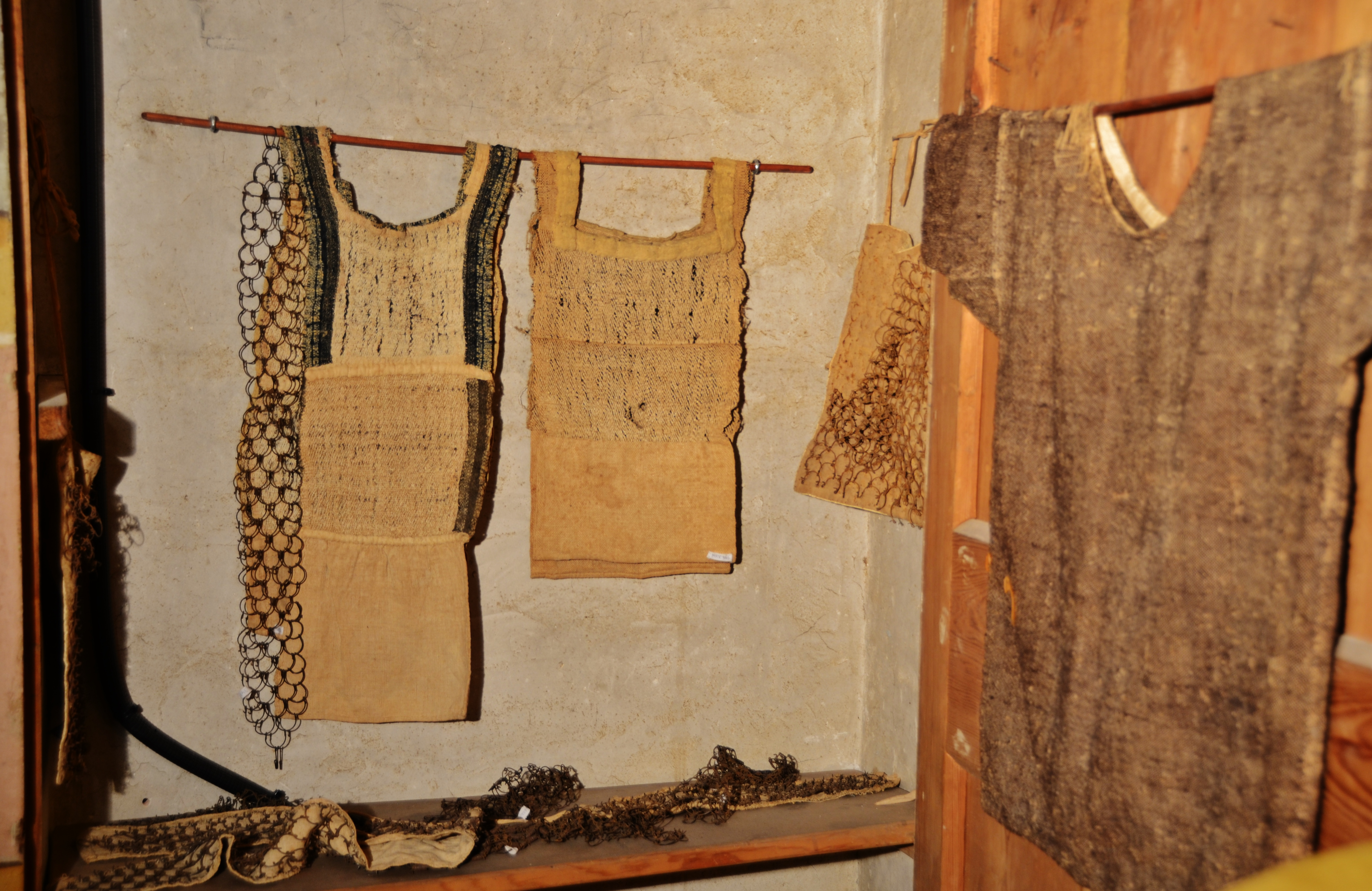
Chemises de pénitent ou d’ascète rugueuses en poil d’animaux et cilices en fer, musée du romantisme de Can Papiol, Vilanova i la Geltrú, Espagne.

Le cilice (nom masculin) est un sous-vêtement, une tunique ou un accessoire comme une ceinture de crin, d'étoffe rude, voire de métal utilisé comme instrument de mortification volontaire, accompagné éventuellement de jeûne et d'abstinence.
La cilice (nom féminin) est l'étoffe, originaire de Cilicie, faite de poils de chèvre ou de chameau utilisée pour la confection des vêtements.

## Origine

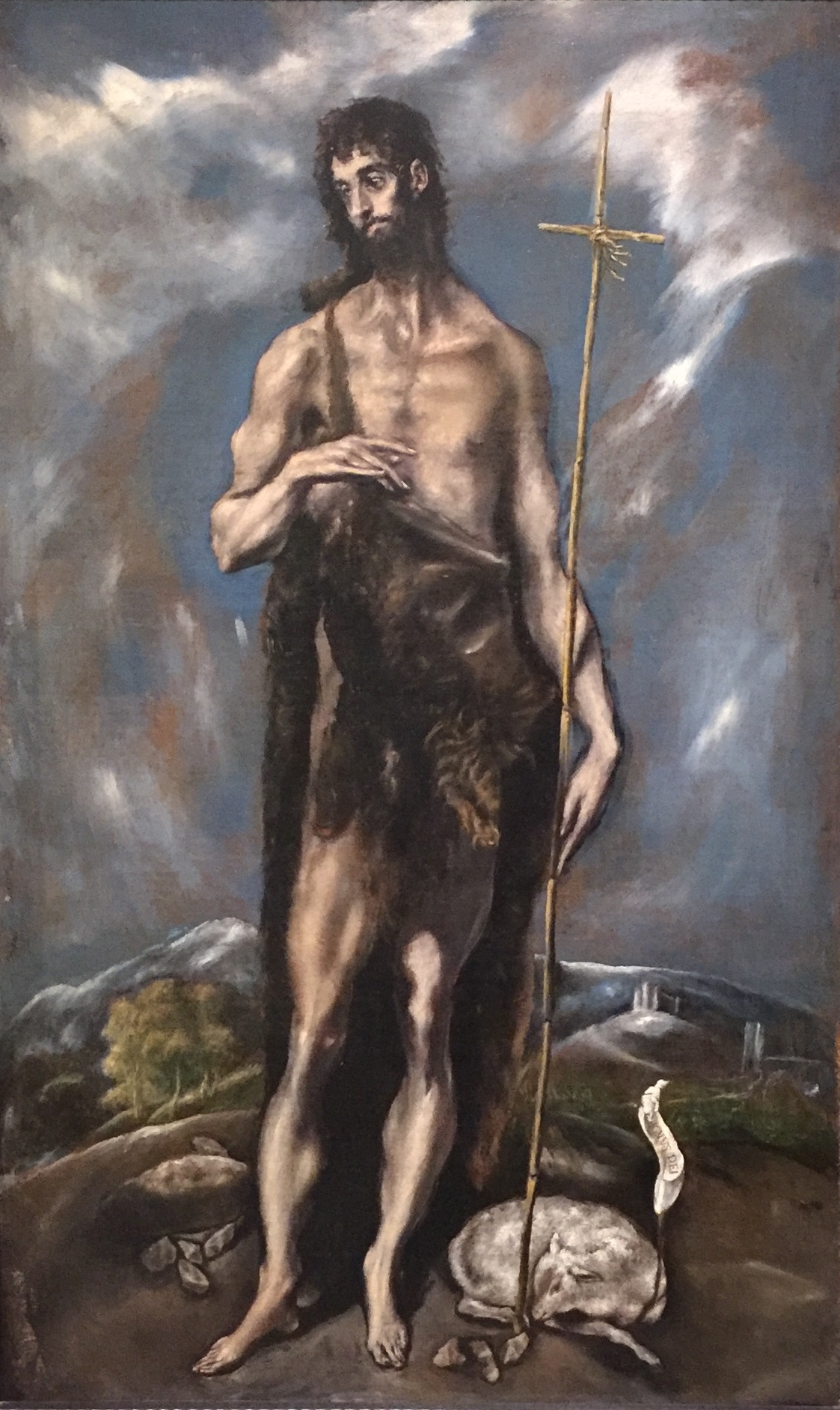
Jean le Baptiste avec sa tunique en poil de chameau. Tableau d'El Greco.

À l'origine, le cilice était un vêtement de tissu rugueux fait de poils de chèvre et porté sous la forme d'un maillot de corps ou comme une ceinture autour des reins, dans un but de mortification et de pénitence (dans le premier cas on parle aussi d'une « haire »). On a dit que le nom latin venait de la Cilicie où ce tissu était fabriqué mais la chose elle-même était probablement connue et utilisée longtemps avant que ce nom lui fût donné. La toile grossière, par exemple, si souvent mentionnée dans la Bible comme symbole de deuil et de pénitence, était probablement la même chose ; et le vêtement en peau de bête de Jean Baptiste était sans doute analogue. La première utilisation biblique du mot dans sa forme latine se trouve dans la Vulgate au psaume 34:13, « Ego autem, cum mihi molesti essent, induebar cilicio », ce que les Bibles catholiques traduisent généralement par « cilice » et la Bible protestante de Segond par « sac ».

## Un moyen de pénitence
Pendant les premiers âges du christianisme, l'utilisation de ces tissus grossiers comme moyen de mortification physique et pour aider celui qui les portait à résister aux tentations de la chair est devenue très ordinaire, et non seulement chez les ascètes et ceux qui aspiraient à une vie de perfection, mais même parmi les laïcs ordinaires vivant dans le monde, qui s'en servaient comme d'un antidote discret contre l'ostentation extérieure et le confort dans leurs vies. Saint Jérôme, par exemple, signale que le cilice se portait souvent sous les vêtements riches et somptueux d'hommes qui tenaient dans le monde de hautes positions. Saint Athanase, saint Jean Damascène, Théodoret et beaucoup d'autres attestent eux aussi qu'on l'utilisait à leur époque. Saint Jean Cassien, pourtant, désapprouvait son utilisation par les moines, car s'il était visible il se remarquait et pouvait être un motif de vanité, et si on le portait au-dessous de ses vêtements il entravait la liberté du corps dans l'exécution du travail manuel. Saint Benoît de Nursie n'en fait aucune mention spéciale dans sa règle, mais van Haeften soutient que parmi les premiers Bénédictins beaucoup le portaient, même s'il n'était pas prescrit partout dans l'ordre.

## Généralisation de son emploi au Moyen Âge

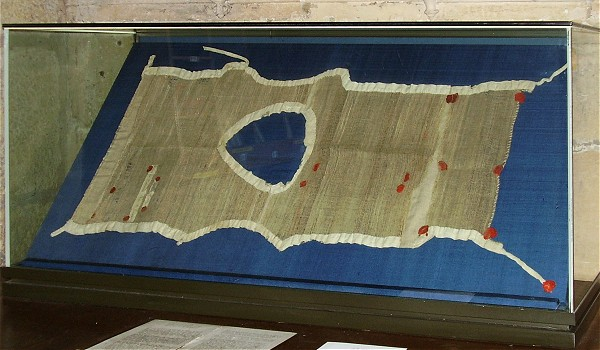
Cilice de saint Louis dans l'église Saint-Aspais de Melun.

Plus tard, il fut adopté dans la plupart des ordres religieux médiévaux, à l'imitation des premiers ascètes ; et, pour augmenter l'inconfort provoqué par son utilisation, il était même parfois fait de fil métallique fin. Il n'était pas réservé aux moines, mais était assez répandu dans le monde séculier. Charlemagne, par exemple, fut enterré vêtu du cilice qu'il avait porté pendant sa vie (Martène, De Ant. Eccl. Rit). On fit de même pour Saint Thomas de Canterbury. Il y avait aussi une utilisation symbolique. Saint Augustin nous apprend qu'à son époque les candidats au baptême se tenaient pieds-nus sur un tissu grossier pendant une partie de la cérémonie (De Symb. ad Catech., II, 1). Les pénitents portaient le cilice le mercredi des Cendres et, en Angleterre lorsque l'on y pratiquait le rite de Sarum, le jeudi saint, on portait une bannière de cette matière en procession en signe de réconciliation. L'autel, aussi, était quelquefois recouvert de ce genre de tissu aux temps de pénitence. Le cilice de Saint Louis est conservé en l'Église Saint-Aspais de Melun. Ce cilice fut offert par Philippe le Bel à l’abbaye du Lys (Dammarie-les-Lys), en 1292, orné d’autres reliques contenues dans une cassette d’orfèvrerie (aujourd’hui au musée du Louvre). Le cilice fut conservé dans cette abbaye jusqu’à la Révolution. Il échappa à la destruction grâce à un officier municipal, monsieur Foix, qui le rendit à l’église Saint-Aspais le 23 septembre 1820, au cours d’une cérémonie solennelle où il fut authentifié par Mgr Pellet, vicaire général. Dispersé en trois morceaux entre Melun, Meaux et Dammarie-les-Lys, il fut reconstitué en 1960 pour l’exposition « Saint Louis » à la Sainte Chapelle.

## Aujourd'hui
À l'époque moderne l'utilisation du cilice a été généralement restreinte aux membres de certains ordres religieux. De nos jours les chartreux et les carmes le portent en raison de leur règle.
Toutefois le cilice est encore employé (y compris par des laïcs) mais normalement de façon très discrète et avec l'accord de son accompagnateur spirituel comme pour toutes les pratiques pénitentielles qui sortent de l'ordinaire.
Dans l'Opus Dei, les membres Numéraires et Agrégés utilisent également une chaîne munie de pointes (surnommée cilice bien que n'étant pas en tissu) tous les jours : Pour mortifier et soumettre le corps, les Numéraires et les Agrégés de l'Opus Dei, en accord avec celui qui dirige leur âme, pratiqueront fidèlement la coutume de porter chaque jour, au moins pour deux heures, un petit cilice ; en outre, une fois par semaine, ils utiliseront les disciplines et dormiront sur le sol.

Certaines objections ont été faites à propos de son utilisation concernant des raisons d'hygiène, ces objections étant liées à l'évolution des conceptions de la propreté personnelle. En effet, l'usage du cilice peut entraîner des inflammations, ou des infections localisées.

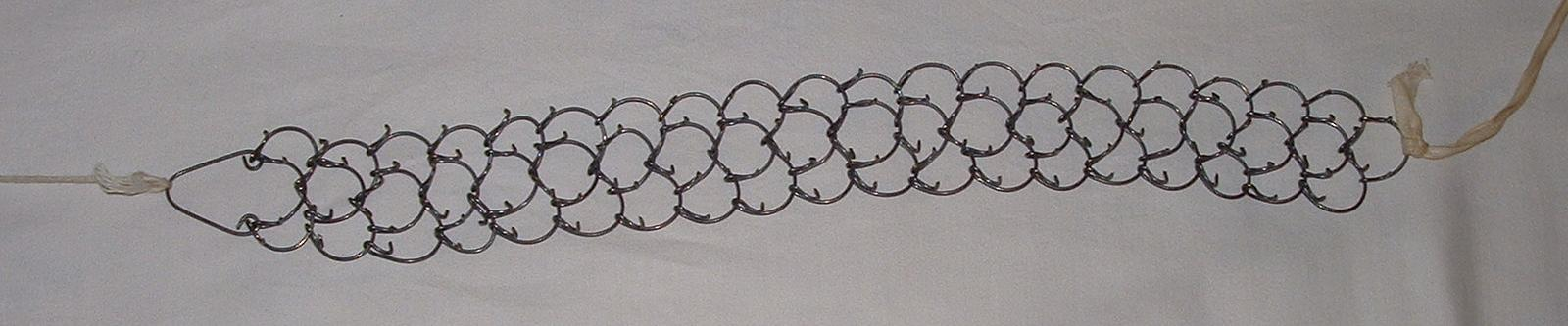
Un cilice déplié.